# Fatboy Slim
Fatboy Slim (født Quentin Leo Cook, 31. juli 1963, også kendt som Norman Cook) er en engelsk big beat musiker. Han har været aktiv siden 1981 og har bl.a. ligget nr 1 på UK Singles Chart med nummeret "Praise You". Norman har bl.a. optrådt i Danmark på Roskilde Festival i 2004, Danmarks Smukkeste Festival i 2009 og på det elektroniske spillested Culturebox, København i 2019.
Norman Cook startede sin musikalske karriere som bassist hos indie-gruppen The Housemartins, der mest var kendt for vokal-nummeret 'Caravan of Love'. Da gruppen gik i opløsning blev Norman Cook interesseret i acid house-scenen, og han dannede i forlængelse af dette den succesfulde trio Pizzaman, der i en periode styrede de engelske dansegulve.
Da Pizzaman gik i opløsning var Norman Cook for en tid tilknyttet gruppen Beats International, der med nummeret 'Dub Be Good To Me' skabte endnu en diskoteks-klassiker. Ligeledes spillede han i gruppen Freakpower.
I midten af 90'erne blev Norman Cook til Fatboy Slim. Han startede med at udgive albummet 'Better Living Through Chemistry', der gjorde sig ganske godt i England.
Det store internationale gennembrud kom med opfølgeren 'You've Come a Long Way, Baby', hvorfra numre som 'The Rockafella Skank', 'Gangster Trippin' og 'Praise You' gav fornemme hitlisteplaceringer.
Også som remixer har Fatboy Slim haft stor succes. Bl.a. placerede hans remix af Cornershops 'Brimful of Asha' sig øverst på alle verdens hitlister.
Fatboy Slim har remixet et utal af kunstnere og bidraget til talrige compilations. Senest har han udgivet albummet 'Palookaville', der dog ikke helt levede op til de store forventninger.

## Diskografi

### Albums
- 1996: Better Living Through Chemistry
- 1998: You've Come A Long Way, Baby
- 2000: Halfway Between the Gutter and the Stars
- 2004: Palookaville